# Рослякова, Влада
Влада Рослякова (род. 8 июля 1987 года, Омск) — российская супермодель. 

## Биография
В Париже ей посоветовали поменять имя на более звучное, она выбрала производное от имени своего отца Владимира — Влада.
Модельную карьеру Влада начала в России в юном возрасте, продолжив в Токио и Нью-Йорке.
Участвовала в показах известных дизайнеров и рекламных кампаниях, таких как Calvin Klein, Gucci, Hermes, H&M, Lacoste, Nina Ricci, Max Mara, Miss Sixty, Burberry, Moschino и многих других, а в 2007 году стала лицом Dolce & Gabbana на сезон Осень-Зима 2007/2008. Влада Рослякова работала с фотографами Марио Тестино, Стивеном Кляйном, Терри Ричардсоном.
Её фотографии были на обложках журналов Vogue, L’Officiel, Marie Claire, Spur, W Jewelry, Harper’s Bazaar.
В 2011 году стала лицом австрийской компании украшений из хрусталя Swarovski.
Согласно французскому Vogue, Рослякова входит в топ-30 самых востребованных моделей мира первой декады второго миллениума, наряду с Натальей Водяновой, Анной Селезнёвой, Наташей Поли, Сашей Пивоваровой и другими.